# Keita Endo
Keita Endo (遠藤 渓太, Endo Keita, Yokohama, 22 november 1997) is een Japans voetballer die als aanvallende middenvelder. In juli 2021 maakte hij de overstap van Yokohama F. Marinos naar 1. FC Union Berlin. In december 2019 maakte hij zijn debuut voor Japan tijdens een wedstrijd tegen China.

## Clubcarrière
Endo begon zijn carrière in 2016 bij Yokohama F. Marinos. Met deze club werd hij in 2019 kampioen van Japan.

## Interlandcarrière
Endo maakte op 10 december 2019 zijn debuut in het Japans voetbalelftal tijdens een Oost-Aziatisch kampioenschap voetbal 2019 tegen China.

## Statistieken
| Japans voetbalelftal | Japans voetbalelftal | Japans voetbalelftal |
| Jaar                 | Wed.                 | Dlp.                 |
| -------------------- | -------------------- | -------------------- |
| 2019                 | 2                    | 0                    |
| Totaal               | 2                    | 0                    |